# Заклад освіти

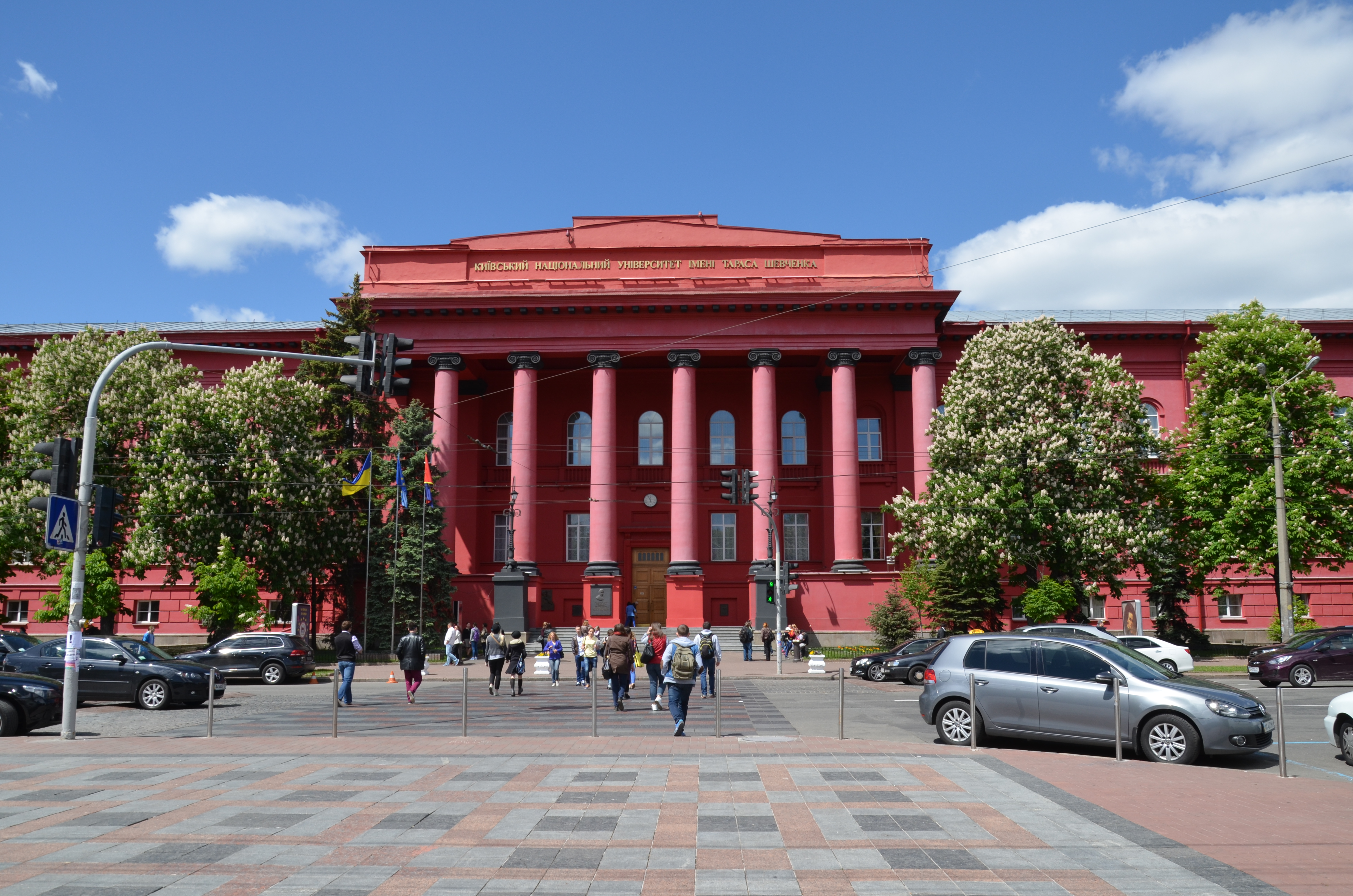
Київський національний університет імені Тараса Шевченка

Заклад освіти (осві́тній заклад, навчальний заклад) (англ. educational institution) — організація, що на постійній і безперервній основі здійснює освітній процес з метою навчання, виховання, розвитку і самовдосконалення особистості.
Заклад освіти є ланкою системи освіти та інституційною основою педагогіки.
Заклади освіти засновуються на державній, комунальній чи приватній формі власності. Вони є юридичними особами і діють на підставі статуту.
Створення закладу освіти визначається, з однієї сторони, потребою в освітній діяльності на певній території, а з іншої — наявністю необхідної матеріально-технічної, науково-методичної бази, педагогічних кадрів.
Завдання закладів освіти різняться в залежності від їх рівня. В цілому, вони полягають у всебічному розвитку людини, розвитку її талантів, розумових і фізичних здібностей, вихованні високих моральних якостей, забезпеченні економіки кваліфікованими фахівцями.
В різних державах заклади освіти можуть бути як відокремленими від церкви (світськими), так і релігійними (духовними).
Важливим елементом статусу закладу освіти є його самоврядування (автономія).
Держава повинна контролювати якість освітніх послуг, які надаються закладами освіти.

## Короткий нарис історії закладів освіти
Перші відомості про шкільне навчання у Стародавньому Єгипті належать до 3-го тисячоліття до н. е.
У Стародавній Греції та елліністичних державах в III столітті до н. е. склалася триступенева система освіти (школи різного рівня), яка трималася до закінчення Античності.
Університет Аль-Карауїн був заснований 859 року в місті Фес (Марокко). Вважається «найстаршим у світі постійним закладом вищої освіти, що діє».
У давньоруській писемності термін «школа» вперше зустрічається в 1382 році.

## Обґрунтування введення терміна «заклад освіти»
Сучасний Закон України про освіту не містить терміна «навчальний заклад», натомість використовує термін «заклад освіти». Водночас, Конституція України вживає «навчальний заклад». Ці терміни є ідентичними, що закріплено в п. 3 розд. XII Закону про освіту.
Перехід термінології є, по-перше, спробою розмежувати два предикати цього терміна «освіта» та «навчання» у зв'язку з поширенням концепції «Безперервного навчання (Lifelong learning)».[джерело?]
По-друге, у сучасних умовах в число суб'єктів освітньої діяльності включено не тільки навчальні заклади, а й інші фізичні та юридичні особи, що забезпечують реалізацію права людини на освіту в формальній та неформальній освіті.[джерело?]
Втретє, широке застосування в міжнародній практиці концепції освітніх послуг призвело до використання терміна «надавач (провайдер) освітніх послуг», що є більш ширшим, ніж термін «навчальний заклад»[джерело?]. Саме тому Міжнародна стандартна класифікація освіти МСКО-2011 використовує два визначення: «Заклад освіти» та «Організація, що забезпечує надання освітніх послуг (провайдер освіти)».
- Заклад освіти (англ. educational institution) — офіційна організація (школа, коледж, університет або навчальний центр), основною метою якої є надання освіти. Такі організації зазвичай акредитуються і отримують офіційний дозвіл на діяльність від національних властей або рівнозначних їм органів. Приватні організації, такі як релігійні, приватні освітні заклади, навчальні підприємства, як комерційні, так і некомерційні, також можуть організовувати діяльність навчальних закладів.
- Організація, що забезпечує надання освітніх послуг (англ. education provider) — організація, для якої надання освітніх послуг є основною або супутньою метою. Це може бути державний заклад освіти, а також приватне підприємство, недержавна організація або державна неосвітня організація.[2]

Закон України «Про освіту» окрім визначення «заклад освіти» надає також більш широке визначення: «суб'єкт освітньої діяльності — фізична або юридична особа (заклад освіти, підприємство, установа, організація), що провадить освітню діяльність».

## Приклади законодавчого визначення терміна в інших країнах
Система навчальних закладів багатьох західних країн містить:
- Заклади освіти раннього дитинства (англ. Early childhood)
- Первинний рівень (англ. Primary)
- Вторинний рівень (англ. Secondary)
- Заклади подальшої та вищої освіти (англ. Further and higher education).

## Види закладів освіти за українським освітнім законодавством
Заклад освіти — це:
- заклад вищої освіти відповідного типу, що провадить освітню, наукову, науково-технічну, інноваційну та методичну діяльність, забезпечує організацію освітнього процесу і здобуття особами вищої освіти, а також наукові установи, що здійснюють навчання здобувачів вищої освіти на третьому (освітньо-науковому) рівні вищої освіти;
- заклад професійної (професійно-технічної) освіти відповідного типу, що забезпечує задоволення потреб громадян у професійно-технічній освіті, оволодінні кваліфікацією з відповідної професії, спеціальності відповідно до їх інтересів, здібностей та стану здоров'я;
- заклад загальної середньої освіти відповідного типу незалежно від підпорядкування і форми власності, який належить до системи загальної середньої освіти;
- заклад дошкільної освіти відповідного типу незалежно від підпорядкування і форми власності, який належить до системи дошкільної освіти.[3]

## Заклади освіти України
Відповідно до Закону України «Про освіту», в Україні діють такі типи закладів освіти:
1. Дошкільні
  1. ясла
  2. ясла-садки
  3. дитячі садки
  4. ясла-садки компенсаційного типу
  5. будинки дитини
  6. дитячі будинки інтернатного типу
  7. ясла-садки сімейного типу
  8. ясла-садки комбінованого типу
  9. центри розвитку дитини
2. Середні
  1. середня загальноосвітня школа
    1. перший ступінь — початкова школа, що забезпечує початкову загальну освіту
    2. другий ступінь — основна школа, що забезпечує базову загальну середню освіту
    3. третій ступінь — старша школа, що забезпечує повну загальну середню освіту

  2. навчально-виховний комплекс «дошкільний навчальний заклад — загальноосвітній навчальний заклад»
  3. навчально-виховний комплекс «загальноосвітній навчальний заклад — дошкільний навчальний заклад»
  4. профільні класи
  5. спеціалізовані школи, гімназії, ліцеї, колегіуми
  6. вечірні (змінні) школи
  7. класи, групи з очною, заочною формами навчання при загальноосвітніх школах
3. Для громадян, які потребують соціальної допомоги та реабілітації
  1. загальноосвітні школи-інтернати
  2. школи-інтернати
  3. дитячі будинки, в тому числі сімейного типу, з повним державним утриманням
  4. загальноосвітні санаторні школи-інтернати
  5. спеціальні загальноосвітні школи-інтернати, школи, дитячі будинки, дошкільні та інші навчальні заклади з утриманням коштом держави
  6. загальноосвітні школи та професійно-технічні училища соціальної реабілітації.
4. заклади позашкільної освіти
  1. палаци, будинки, центри, станції дитячої, юнацької творчості
  2. учнівські та студентські клуби
  3. дитячо-юнацькі спортивні школи
  4. школи мистецтв
  5. студії
  6. мистецькі школи
  7. бібліотеки
  8. оздоровчі та інші заклади.
5. Професійно-технічні
  1. професійно-технічне училище відповідного профілю
  2. професійне училище соціальної реабілітації
  3. вище професійне училище
  4. професійний ліцей
  5. професійний ліцей відповідного профілю
  6. професійно-художнє училище
  7. художнє професійно-технічне училище
  8. вище художнє професійно-технічне училище
  9. училище-агрофірма
  10. вище училище-агрофірма
  11. училище-завод
  12. центр професійно-технічної освіти
  13. центр професійної освіти
  14. навчально-виробничий центр
  15. центр підготовки та перепідготовки робітничих кадрів
  16. навчально-курсовий комбінат
  17. навчальний центр
  18. інші типи закладів освіти, що надають професійно-технічну освіту або здійснюють професійно-технічне навчання
6. Заклади вищої освіти
  1. коледж
  2. інститут
  3. академія
  4. університет
7. Заклади післядипломної освіти
  1. академії
  2. інститути (центри) підвищення кваліфікації, перепідготовки, вдосконалення
  3. навчально-курсові комбінати
  4. підрозділи закладів вищої освіти (філіали, факультети, відділення та інші)
  5. професійно-технічні навчальні заклади
  6. науково-методичні центри професійно-технічної освіти
  7. відповідні підрозділи в організаціях та на підприємствах.

Крім того, самоосвіта громадян проходить у відкритих та народних університетах, лекторіях, бібліотеках, центрах, клубах тощо.